# Laminorului (métro de Bucarest)
Laminorului est une station de métro roumaine de la ligne M4 du métro de Bucarest. Elle est située dans le quartier Pajura, Sector 1 de la ville de Bucarest.

## Histoire
C'est une station du prolongement de la ligne M4.